# Ksawery Parmeński
Franciszek Ksawery Burbon-Parmeński, właściwie: hiszp. Francisco Javier de Borbón Parma y de Braganza (ur. 25 maja 1889, zm. 7 maja 1977) – głowa książęcej rodziny Burbonów-Parmeńskich jako Franciszek Ksawery, książę Parmy i Piacenzy, i karlistowski pretendent do tronu Hiszpanii jako Ksawery I.

## Dzieciństwo i młodość
Ksawery urodził się jako syn ostatniego księcia Parmy – Roberta I (1848−1907) i jego drugiej żony infantki Marii Antoniny Portugalskiej (1862−1959), córki króla Portugalii – Michała I Uzurpatora. Przyszedł na świat w Villa Pianore, niedaleko Viareggio we Włoszech. Miał jedenaścioro rodzeństwa, m.in.: Zytę – cesarzową Austrii, i Feliksa – męża wielkiej księżnej Luksemburga Charlotty. Z pierwszego małżeństwa swojego ojca Ksawery miał jeszcze dwanaścioro rodzeństwa przyrodniego, m.in.: Marię Luizę – carycę Bułgarii, i Eliasza I – księcia Parmy.
Ksawery spędził dzieciństwo w Villa Pianore i Schwarzau am Steinfelde (w Austrii). Jego pierwszym nauczycielem był ojciec Sergio Alonso, członek Zakonu Św. Gabriela. Ksawery i jego starszy brat – Sykstus uczyli się w szkole Jezuitów Stella Matutina w Feldkirch (w Austrii), a potem w Carlsburgu (w Niemczech). Ksawery studiował w Paryżu, gdzie uzyskał dyplom z rolnictwa i nauk politycznych.
Podczas I wojny światowej Ksawery razem z Sykstusem zaciągnęli się do armii belgijskiej. Kilku ich starszych przyrodnich braci służyło za to w armii austriackiej. Ksawery otrzymał francuski i belgijski Croix de guerre. Został również nagrodzony Krzyżem Orderu Leopolda II. W 1917 Ksawery towarzyszył bratu w jego misji (tzw. Sprawa Sykstusa) – sekretnych rozmowach pokojowych między szwagrem braci – cesarzem Karolem I a władzami Francji. Sprawa ta jednak wyszła na jaw, a rozmowy zakończyły się fiaskiem.

## Małżeństwo
12 listopada 1927 w Lignières we Francji, Ksawery poślubił Magdalenę (Madeleine) de Burbon-Busset. Magdalena pochodziła z bocznej gałęzi dynastii Burbonów, która pozbawiona została wszelkich praw do tronu Francji. Ksawery i Magdalena mieli sześcioro dzieci:
- Marię Franciscę (ur. 19 sierpnia 1928), żonę księcia Edwarda Lobkowicza,
- Carlosa Hugo, księcia Parmy (ur. 8 kwietnia 1930), męża księżniczki Ireny Holenderskiej,
- Marię Teresę (ur. 28 lipca 1933, zm. 26 marca 2020 na COVID-19[1]).
- Cecilię (ur. 12 kwietnia 1935),
- Marię de las Nieves (ur. 29 kwietnia 1937),
- Sixtusa Henry'ego (ur. 22 lipca 1940).

Małżeństwo Ksawerego i Magdaleny zostało uznane za dynastyczne przez przywódcę karlistów – Alfonsa Karola Burbona, księcia San Jaime, który był mężem siostry matki Ksawerego. Starszy brat Ksawerego – Eliasz, który w tym czasie był regentem w imieniu ich opóźnionego umysłowo brata – Henryka I, nie uznał tego małżeństwa i dzieci z niego urodzone nie mogłyby w przyszłości dziedziczyć książęcego tronu Parmy. 

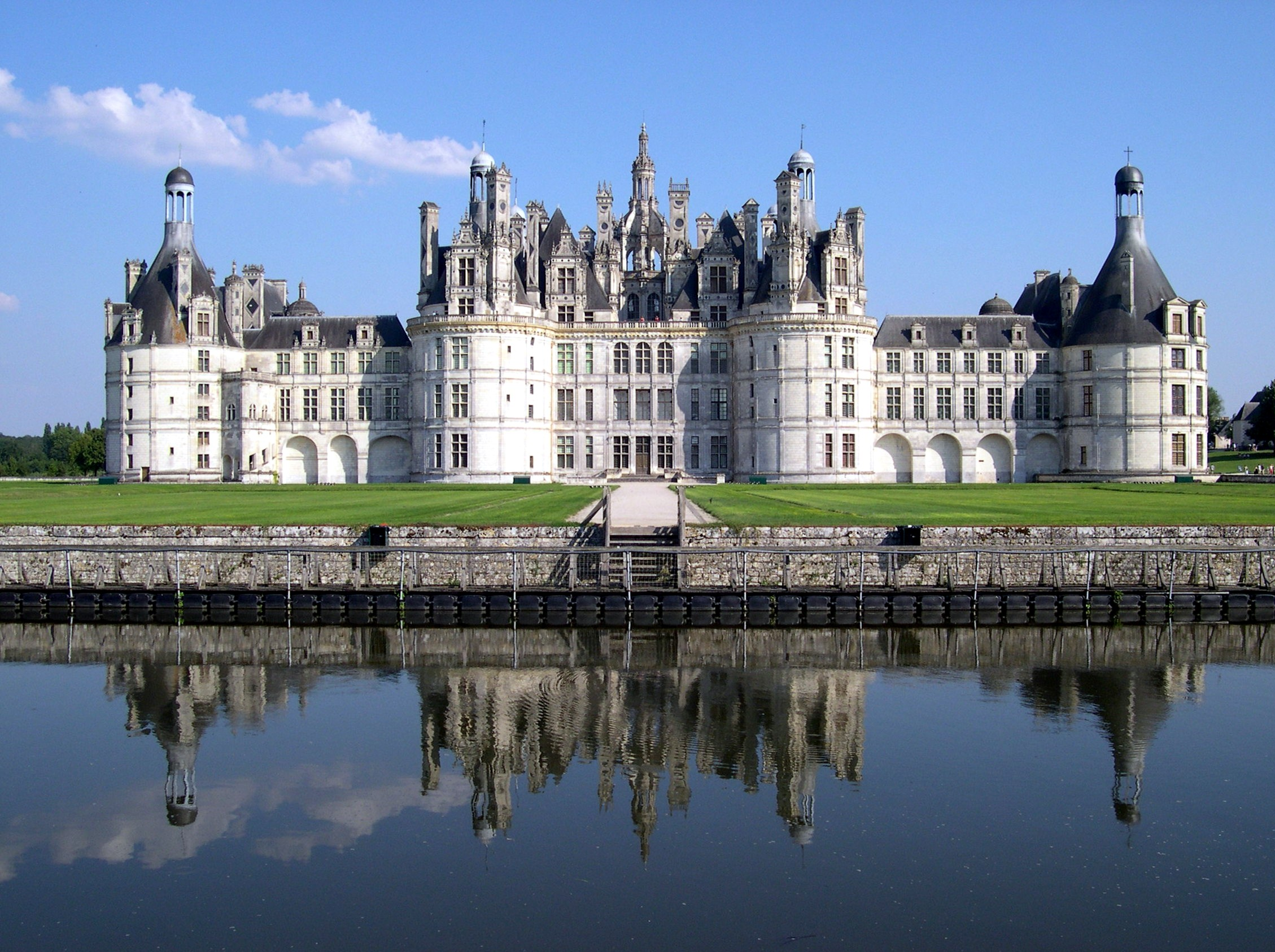
Zamek w Chambord

Powodem tego było „niekrólewskie” pochodzenie Magdaleny oraz naciski reszty członków rodziny Ksawerego. W latach dwudziestych i trzydziestych XX wieku rodzina książęca podzieliła się na dwa obozy, a Ksawery i Eliasz znaleźli się po przeciwnych stronach (Ksawery i Sykstus domagali się części rodzinnych dóbr, np. zamku w Chambord).
Wreszcie Eliasz uznał również Alfonsa XIII za prawowitego króla Hiszpanii, mimo że jego ojciec opowiadał się za karlistami. W 1961 syn Eliasza – Robert II Parmeński, uznał oficjalnie małżeństwo Ksawerego i Magdaleny za dynastyczne. To pozwoliło w przyszłości na objęcie książęcego tronu przez syna Ksawerego – Karola Hugona.

## Regent karlistów
Na początku lat trzydziestych miały miejsce poważne spory karlistów. Pretendent Alfons Karol, książę San Jaime dobiegał już osiemdziesiątki i nie miał dzieci. Był ostatnim męskim potomkiem linii karlistowskich pretendentów wywodzących się od Don Karola, hrabiego Molina. Szukając następcy Alfonsa Karola, karliści podzielili się; jedni popierali wygnanego króla Hiszpanii – Alfonsa XIII, a inni byli przekonani, że Alfons i jego cała rodzina zostali wykluczeni z sukcesji karlistowskiej (jako ci, którzy tron Hiszpanii zawłaszczyli mimo że należał się karlistom).
Chcąc uniknąć dalszej niepewności, 23 stycznia 1936 Alfons Karol wyznaczył Ksawerego na regenta karlistowskiego. Alfons Karol uważał Ksawerego za najstarszego mężczyznę z całego rodu Burbonów, a to miało odpowiadać ideałom karlistów. Kilka miesięcy później rozpoczęła się hiszpańska wojna domowa. Ksawery został wtedy mianowany dowódcą armii karlistowskiej. 

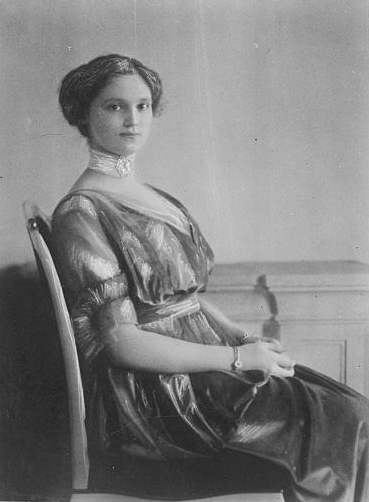
Siostra Ksawerego – cesarzowa Zyta

Podczas II wojny światowej Ksawery powrócił do wojska jako pułkownik w czwartej dywizji armii belgijskiej. Po zdobyciu Belgii przez Hitlera w maju 1940, Ksawery cofnął się do Dunkierki, gdzie jego dywizja została włączona do armii francuskiej. Został zwolniony z wojska i przyłączył się francuskiego ruchu oporu. Generał Francisco Franco pozwolił matce Ksawerego i jego siostrze Zycie przejechać przez Hiszpanię w drodze do Portugalii, ale odmówił Ksaweremu. Ksawery został zmuszony do pozostania w państwie Vichy.
Został czynnym członkiem francuskiego ruchu oporu i sam z własnych funduszy wyposażył 120-osobowy oddział w rejonie Owernii. 22 lipca 1944 Ksawery został aresztowany przez Gestapo. Przez miesiąc był więziony w Vichy, a potem przeniesiono go do Clermont-Ferrand, gdzie został sklasyfikowany jako więzień polityczny (Nacht und Nebel) – egzekucji uniknął tylko wskutek osobistej interwencji marszałka Philippe Petaina. Kiedy do miasta zbliżały się armie aliantów, przeniesiono go do Natzweiler-Struthof, potem do Dachau (gdzie próbowano zamordować go wykonując trepanację czaszki bez znieczulenia) i wreszcie do Prax w Tyrolu. 8 maja 1945 Ksawery został uwolniony przez armię amerykańską.
Po wojnie Ksawery sam mianował siebie przywódcą jednej z grup karlistów w Hiszpanii. Karliści podzielili się wtedy na trzy grupy, oprócz zwolenników Ksawerego, byli jeszcze zwolennicy Jana Burbona – syna Alfonsa XIII, i arcyksięcia Karola Piusa Habsburga (syna córki pretendenta Karola, księcia Madrytu).

## Król karlistów
20 maja 1952 karliści popierający Ksawerego oficjalnie ogłosili koniec jego regencji, a początek „rządów” Ksawerego jako króla Hiszpanii. W praktyce Ksawery został kolejnym karlistowskim pretendentem do hiszpańskiego tronu pod imieniem Javier I. Ksawery pozostał aktywny politycznie – znajdował się w opozycji do generała Franco, który poparł kandydaturę Jana Burbona, syna Alfonsa XIII oraz nawet arcyksięcia Karola Piusa Habsburga. W 1956 rząd hiszpański wygnał Ksawerego z kraju.
W 1962 Ksawery pozwolił swojemu najstarszemu synowi – Karolowi Hugo spotkać się z generałem Franco (było to pierwsze z kilku ich spotkań). Ksawery i Karol Hugo wierzyli, że istnieje realna szansa, że Franco wyznaczy na następcę tronu Karola Hugo, a nie Jana Karola Burbona (wnuka Alfonsa XIII). Wielu karlistów potępiło te negocjacje z generałem.
22 lutego 1972 Ksawery został ranny w wypadku samochodowym. Karol Hugo został wtedy niezwykle aktywnym przywódcą karlistów. Zainicjował powstanie nowej odmiany karlizmu – przekształcając go w ruch socjalistyczny. Pozyskał również nowych zwolenników (i sponsorów) dla socjalistycznego karlizmu, ale też zraził do niego wielu starych karlistów.

## Abdykacja i śmierć
20 kwietnia 1975 Ksawery abdykował na rzecz swojego najstarszego syna Karola Hugo. Jego młodszy syn Sykstus Henryk zaprotestował i sam siebie ogłosił królem karlistów w miejsce swojego brata. Ksawery wydał oświadczenie, że jego abdykacja była dobrowolna, a Sykstus Henryk swoim oświadczeniem oddzielił się od tradycyjnego karlizmu.
Walka między synami Ksawerego trwała dalej, a każdy z synów zapewniał, że to jego popiera ich ojciec. W rzeczywistości Karola Hugo popierały jego trzy niezamężne siostry, a Sykstusa Henryka – jego matka. Karol Hugo oskarżył Sykstusa Henryka, że ten uprowadził Ksawerego, który w tym czasie znajdował się w szpitalu. Sykstus Henryk opublikował deklarację Ksawerego datowaną na 4 marca 1977, w której Ksawery potwierdził swoje wsparcie dla tradycyjnego karlizmu, a potępił nowy karlizm socjalistyczny.
Trzy dni później – 7 marca 1977 córka Ksawerego – Cecylia zabrała ojca ze szpitala, aby zabrać go na mszę. Korzystając z okazji Ksawery podpisał kolejna deklarację, którą później opublikował Karol Hugo – potwierdził w niej, że Karol Hugo jest jego następcą. W odpowiedzi, następnego dnia żona Ksawerego – Magdalena opublikowała deklarację, w której potępiła Karola Hugo i Cecylię.
7 maja 1977 Ksawery zmarł na atak serca w szpitalu w Zizers, pod Chur w Szwajcarii. Stało się to w czasie, gdy Ksawery odwiedzał swoją siostrę – cesarzową Zytę. Został pochowany w opactwie Św. Piotra, w Solesmes, gdzie jego trzy siostry były zakonnicami.